# 盛岡松園北テレビ中継局
盛岡松園北テレビ中継局（もりおかまつぞのきたテレビちゅうけいきょく）は、岩手県盛岡市にある地上アナログテレビ放送の中継局。現在は地上アナログテレビ放送の中継局のみ置かれているが、地上デジタルテレビ放送中継局開設の予定はなく、盛岡送信所などからの電波を受信する事になった。

## 所在地
- 盛岡市東松園4丁目13番1号の県営松園北アパート屋上

## 中継局概要
| 放送局名              | チャンネル | 空中線電力          | ERP                  | 放送対象地域 | 放送区域内世帯数 |
| NHK盛岡教育テレビ     | 51ch       | 映像100mW /音声25mW | 映像440mW /音声110mW | 全国放送     | 不明             |
| NHK盛岡総合テレビ     | 53ch       | 映像100mW /音声25mW | 映像440mW /音声110mW | 岩手県       | 不明             |
| IBC岩手放送           | 55ch       | 映像100mW /音声25mW | 映像440mW /音声110mW | 岩手県       | 不明             |
| TVIテレビ岩手         | 57ch       | 映像100mW /音声25mW | 映像440mW /音声110mW | 岩手県       | 不明             |
| mit岩手めんこいテレビ | 59ch       | 映像100mW /音声25mW | 映像440mW /音声110mW | 岩手県       | 不明             |
| IAT岩手朝日テレビ     | 61ch       | 映像100mW /音声25mW | 映像440mW /音声110mW | 岩手県       | 不明             |

- 当初、全国一斉の2011年7月24日で廃局となる予定だったが、東日本大震災発生の影響から、廃局が、2012年3月31日まで延期された。

## 放送エリア
- 盛岡送信所からの電波が届きにくい盛岡市松園・西松園・東松園の各一部をカバーしていた。
- なお、小鳥沢・サンタウン松園地区は全世帯ケーブルテレビ加入。